# Harpullia arborea
Harpullia arborea es un árbol perteneciente a la Sapindaceae que alcanza un tamaño de hasta 15 metros de alto. Se encuentra en Indomalasia y Australia y en los Ghats occidentales.

## Taxonomía
Harpullia arborea fue descrita por (Blanco) Radlk. y publicado en Sitzungsberichte der Mathematisch-Physikalischen Classe (Klasse) der K. B. Akademie der Wissenschaften zu München 16: 404. 1886.
Sinonimia
- Harpullia mellea Lauterb.[4]